# 朝陽区 (長春市)
朝陽区（ちょうよう-く）は中華人民共和国吉林省長春市に位置する市轄区。

## 行政区画
14街道、2鎮を管轄：
- 街道弁事処：前進街道、桂林街道、南湖街道、永昌街道、重慶街道、清和街道、紅旗街道、湖西街道、富峰街道、硅谷街道、双徳街道、飛躍街道、前程街道、超越街道
- 鎮：楽山鎮、永春鎮

## 交通

### 鉄道
- 長春軌道交通
  - ■1号線

（長春駅方面）- 人民広場駅 - 解放大路駅 - 東北師大駅 - 工農広場駅 -（紅嘴子方面）
  - ■2号線

（長春西駅方面）- 建設広場駅 - 文化広場駅 - 解放大路駅 -（吉林大路方面）
  - ■3号線

（長春駅方面）- 西安橋駅 - 南昌路駅 - 朝陽橋駅 - 解放橋駅 - 湖西橋駅 - 寛平橋駅 - 撫松路駅 - 孟家屯駅 - 湖光路駅 - 電台街駅 - 前進西駅 - 前進大街駅 - 衛明街駅 -（長影世紀城方面）
- 長春有軌電車54路、55路

### 道路
- 高速道路
  - 京哈高速道路
  - 長春環状高速道路
  - 撫長高速道路
- 国道
  - G102国道